# نوآ گوردون (رمان‌نویس)
نوآ گوردون (به انگلیسی: Noah Gordon) (۱۱ نوامبر ۱۹۲۶ – ۲۲ نوامبر ۲۰۲۱) یک نویسنده اهل ووستر در ماساچوست، ایالات متحده آمریکا بود.